# Le Marbeuf
Pour les articles homonymes, voir Marbeuf (homonymie).
Le Marbeuf est une ancienne salle de cinéma qui était située 34 rue Marbeuf, dans le 8e arrondissement de Paris.

## Histoire
Le Marbeuf a été aménagé en 1934 par l'architecte Marcel Taverney, dans le sous-sol d'un garage Citroën dessiné en 1928-1929 par Albert Laprade et Léon Bazin et auquel a participé Jean Prouvé.
D'abord indépendant, il est ensuite rentré dans le réseau UGC, avant de fermer ses portes à la fin des années 1980 et d'être remplacé par un restaurant.

## Événements cinématographiques
Orson Welles y présente en personne, le 10 juillet 1946, son film Citizen Kane pour sa sortie parisienne,,. La Nuit du chasseur de Charles Laughton y est projeté en exclusivité le 9 mai 1956 pour deux semaines ; c'est un échec commercial.
C'est dans cette salle qu'a lieu, le 23 juin 1959, la première projection du film J'irai cracher sur vos tombes, adaptation du roman de Boris Vian ; celui-ci, qui désapprouvait l'adaptation, meurt dans la salle quelques minutes après le début de la projection.